# Armin Mostoffi Kamari
Armin Mostoffi Kamari (bekannt als Armin Mostoffi, * 10. Mai 1970 in West-Berlin) ist ein deutscher Musikmanager und Veranstalter, insbesondere in der Techno-Szene (u. a. Loveparade, Frontpage-Clubtourneen). Er ist Betreiber der Labels Timing Recordings und Bash Again! Records sowie ehemaliger Manager von Marusha. Er ist zudem Initiator des World Peace Day Berlin.

## Leben
Armin Mostoffis Eltern stammen ursprünglich aus Teheran. Er ist iranischer und armenischer Abstammung. Sein Vater Kianoush Mostoffi Kamari war in den 1960er Jahren Berliner Schachmeister.

## Karriere

### Frontpage-Clubtourneen

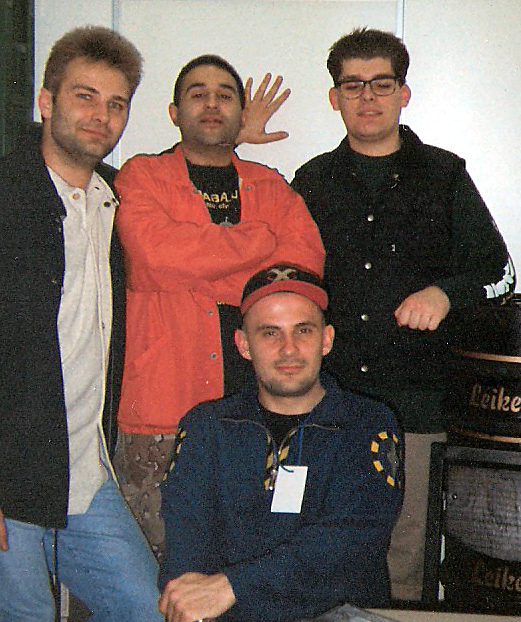
Westbam (vorn), Mostoffi (hinten mittig) und Markus „Roy“ Ströbel (hinten rechts) im Backstagebereich des Paradoxxx-Clubs

Mostoffi startete seine Karriere als Eventmanager, als er gemeinsam mit Holger Gutwald (auch bekannt als DJ Holgi Star) für das Techno-Magazin Frontpage Clubtouren organisierte. Von 1993 bis 1997 organisierte er über 100 Events auf insgesamt sieben Tourneen:
- 1993: Frontpage – The Land of Rave and Glory
- 1994: Frontpage – Motoguzzi
- 1994: Frontpage – High Five
- 1995: Frontpage – Natural Born Raver
- 1995: Frontpage – total confusion
- 1996: Frontpage – The Fun Fun Klan
- 1996/1997: Frontpage – 7 sins

Auch im Umfeld der Loveparade führte Mostoffi in Zusammenarbeit mit Frontpage diverse Events durch, so dass er später u. a. als Zeitzeuge in der ARD-Doku Loveparade – Als die Liebe tanzen lernte auftrat.

### Gründung vonTiming BookingundTiming Recordings
1996 gründete Mostoffi gemeinsam mit Gutwald die Agentur Timing Booking, eine der ersten deutschen Agenturen für die Vermittlung von DJs und Technokünstlern. 1997 folgte die Gründung des Plattenlabels Timing Recordings und des Musikverlags Timing Recordings, der zum Beispiel Platten von DJ Tanith veröffentlicht. Zudem führt er unter dem Namen Bash Again! das 1991 von Tanith und Frontpage-Herausgeber Jürgen Laarmann gegründete Recordlabel Bash Records weiter.
Sowohl für Timing Recordings als auch für Bash Again! setzte er die Tradition der Clubtouren bundesweit fort:
- 1999: Still Tanith – The Album Tour (timing recordings)
- 2000: We call it Tekkno Tour (Bash Again!)
- 2002: Angstpop Tour (Bash Again)
- 2003: Bash Boy For Life (Bash Records)
- 2004: Bash Olympics (Bash Records)

2001 wurde Mostoffi Producer.
Er remixte die Die-Ärzte-Single Rock’n’Roll Übermensch (Teddy Uranus Mix).

### Manager von DJ Marusha
Von 2002 bis 2007 war Mostoffi Manager von DJ Marusha und begleitete die Veröffentlichung ihrer LPs Offbeat (2004) und Heat (2007).

### Planet Pro Berlin
2005 fand mit Planet Pro Berlin eine Ersatzveranstaltung für die zuvor zwei Mal ausgefallene Loveparade statt, die im Folgejahr zurückkehrte.

### A&P Berlin Summer Rave
Von 2009 bis 2015 konzipierte Mostoffi für die ehemalige Supermarkt Kette Kaiser’s Tengelmann die Veranstaltung A&P Berlin Summer Rave (Hangar Beats), die in bis zu vier Hangars des ehemaligen Flughafens Tempelhof stattfand und bis zu 25000 Besucher hatte. Mostoffi war federführend verantwortlich für die Programmgestaltung und das Booking von Stars wie etwa Marusha, Westbam, Bad Boy Bill, AKA AKA und Tobias Lützenkirchen.
2013 und 2014 gehörte Armin Mostoffi dem Organisationsteam des Berliner Christopher Street Days an und organisiert die jeweiligen Abschlusspartys an der Siegessäule.

### World Peace Day Berlin

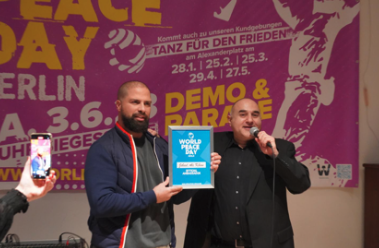
World Peace Berlin-Gründer Armin Mostoffi (rechts) überreicht die Ambassor-Urkunde an Boxtrainer Jihad Ali Khan, 2022

2018 rief Mostoffi den World Peace Day Berlin ins Leben, der seither jährlich parallel zum Weltfriedenstag der Vereinten Nationen am 21. September stattfindet. Ziel der Veranstaltung ist es, das Bewusstsein für Frieden, Solidarität und die 17 Ziele für nachhaltige Entwicklung (SDGs) der UN zu stärken. Der World Peace Day unterteilt sich in einen ersten Teil mit Reden und Wortbeiträgen, der zweite Teil ist eine klassische Berliner Technoparade. Zum Auftakt des World Peace Day kamen 15000 Teilnehmer zusammen. Zahlreiche Institutionen und prominente Gastredner haben sich seither für das Event engagiert. So sprachen beim World Peace Day 2023 zum Beispiel Steve Blame (Moderator), Mark Reeder (Labelbetreiber/Musiker), Isabelle Beaucamp (DJ, ehemals im Vorstand der Deutschen Gesellschaft für die Vereinten Nationen) und Juliana Rocha (fünffache Boxweltmeisterin aus Portugal).